# Lars Haugen (saut à ski)
Pour les articles homonymes, voir Lars Haugen (homonymie) et Haugen.
Lars Haugen, né en 1891 et mort le 14 mars 1969, est un sauteur à ski américain.
Il a remporté à 7 reprises le championnat des États-Unis de saut à ski. Il est le frère d'Anders Haugen.

## Biographie
Lars Haugen est né en Norvège en 1891. À 18 ans, il émigre aux États-Unis avec son frère Anders afin de rejoindre trois de leurs frères et sœurs,. Anders s'installe à Milwaukee alors que Lars s'installe à Red Wing (Minnesota).
Il remporte à 7 reprises le championnat des États-Unis de saut à ski et il réalise le record des États-Unis de saut à ski en 1919. En 1924, il aurait pu être sélectionné dans l'équipe olympique américaine mais il refuse afin de devenir professionnel. Son frère Anders est choisi à sa place. En 1926, il skie avec Erling Strom d'Estes Park à Steamboat Springs, ce qui fait 200 miles pour l'aller-retour.
En 1929, il aide à la construction de l'Olympic Hill de Tahoe City. En janvier 1931, il saute, ainsi que Alf Engen (en), à 231 pieds lors d'un concours de saut sur Olympic Hill.

## Palmarès
- Championnat des États-Unis de saut à ski
  - Il a remporté le titre en 1912, en 1915, en 1918, en 1922, en 1924, en 1927 et en 1928.

En 1963, il est introduit au Mémorial américain du ski.